# یاد باد آن که نهانت نظری با ما بود
غزلی با مطلع «یاد باد آنکه نهانت نظری با ما بود» غزل شمارهٔ ۲۰۴ از دیوانِ حافظ در تصحیحِ محمد قزوینی و قاسم غنی است.

## در اجراها
محمدرضا شجریان در برنامهٔ شمارهٔ ۱۵۸ از مجموعهٔ گل‌های تازه این غزل را در دستگاهِ شور اجرا کرده‌است.